# Jernbanesignal
Et jernbanesignal har til formål at give ordrer og meddelelser, hvilket er med til at sikre togenes kørsel.

## Danske forhold
I Danmark eksisterer der mange typer; eksempelvis indkørselssignaler, der markerer stationsgrænsen (det sted hvor stationen - jernbaneteknisk set - starter). Signalerne bruger lamper, der lyser, og ofte kan de kendetegnes ved et skilt med deres kendingsbogstaver.
Lokomotivføreren afpasser kørslen ud fra signalgivningen, der kontrolleres fra fjernstyringscentraler eller kommandoposter.

### Hovedsignaler

#### Signaler på stationer
Banestrækningen opdeles i den fri bane og stationer. Grænsen mellem den fri bane og en station kaldes for stationsgrænsen, og denne markeres med indkørselssignaler. Ser man bort fra særtilfælde såsom endestationer, så findes der indkørselssignaler i hver ende af stationen.
Der stilles fra fjernstyringscentralens eller kommandopostens side såkaldte togveje ind på, ud fra eller igennem stationen; alle kommer de til udtryk gennem signalernes visning.
Inde på stationen kan der findes flere forskellige former for signaler. Oftest vil der forekomme udkørselssignaler i hver ende af stationen inden for stationsgrænsen.

##### Indkørselssignal (I-signal)
Et indkørselssignal har to, tre eller fire lanterner: én brandgul, to grønne og én rød. I udformningen (høj, rektangulær baggrundsplade med rundet top og bund) kan det til dels minde om flere af de andre hovedsignaler. Set ovenfra er lamperne anbragt i rækkefølgen gul-grøn-rød-grøn, og der vises bestemte farvekombinationer med hver deres betydning. Således vises 'stop' ved en gul og en rød lampe, eller ved blot et rødt lys.
Så snart der er fastlagt en togvej ind på stationen fra indkørselssignalet, vil dette under normale omstændigheder komme til udtryk med en farve eller farvekombination:
- Gul lampe og nederste grønne lampe: Kør med begrænset hastighed
- Nederste grønne lampe tændt: Kør
- To grønne: Kør igennem

Herudover findes den specielle visning 'stop og ryk frem', der f.eks. kan vises med den gule lampe over en blinkende, rød lampe. Fælles for denne visning samt 'kør med begrænset hastighed' og 'kør' er, at der er fastlagt en indkørselstogvej ind på stationen, men ikke nødvendigvis ud ('stop og ryk frem' er dog et særtilfælde, der beskrives nærmere i sikkerhedsreglementet. Når der vises to grønne lys, kan lokomotivføreren påregne, at der er frit hele vejen gennem stationen og stykket umiddelbart efter.
På et indkørselssignal kan der findes flere forskellige former for skilte og elektriske tableauer. Her kan nævnes hastighedstavlen og den elektriske hastighedsviser, der begge anvendes i forbindelse med kørsel med begrænset hastighed. De anbringes ikke sammen på et signal. Hastighedsviseren, der bruger symboler til at informere om den tilladte hastighed fra signalet, er dog også tændt ved 'kør' og 'kør igennem' og skal adlydes under alle omstændigheder - havde der i disse tilfælde i stedet siddet en hastighedstavle, ville denne kunne ignoreres. Således kan der signaleres bl.a. 40 km/t, 60 km/t mv. fra signalet.
Da et indkørselssignal også anvendes på endestationer (altså hvor banestrækningen ender), er der ikke behov for to grønne, men kun én grøn lampe, da der naturligvis ikke er mulighed for at køre igennem stationen. Derfor findes der mange indkørselssignaler med kun tre lamper.

##### Udkørselssignal (U-signal)
Et udkørselssignal er stort set udformet som et indkørselssignal, udover at det kun har tre (eller evt. to) lanterner. Set ovenfra sidder lamperne i rækkefølgen grøn-rød-grøn. 'Stop' vises med én rød lampe, mens kør-aspekterne (ved fastlagt udkørselstogvej) vises ved:
- Nederste grønne lampe tændt: Kør
- Begge grønne lamper tændt: Kør igennem

Igen kan der forekomme variationer; på privatbaner kan den øverste grønne lampe være erstattet med en gul, der da signalerer hvilket spor, der er sat udkørsel for. Der forekommer også variationer, hvor U-signalerne kun har en rød og en grøn lampe.

##### Perronudkørselssignal (PU-signal)
Signalet opstilles på stationer med udkørselssignal. Der kan forekomme flere PU-signaler langs samme perron, dels af overskuelighedshensyn (hvor lokomotivføreren ikke kan se helt til perronenden, fx på Københavns Hovedbanegård i vestlig retning), eller hvor der kan være behov for at afkorte en indkørselstogvej.
PU-signalet findes i en række udformninger, hvor irrelevante lamper er blændede. I grundformen består PU-signalet af fire hvide lamper, en rød lampe og en grøn lampe.
Normalstilling er "Forbikørsel forbudt" (se nedenfor). Ved lampefejl (fx overbrændt glødetråd) skifter signalet til "Stop".
Ved signalgivning til rangertræk (rangertogvej) anvendes kun de fire hvide lamper, der har samme betydning som dværgsignaler:
- To hvide lamper vandret: "Forbikørsel forbudt".
- To hvide lamper lodret: "Forbikørsel tilladt".
- To hvide lamper i skråstilling pegende op mod højre ("45 grader"): "Forsigtig forbikørsel tilladt" (anvendes hvis sporisolationen bag signalet er besat, dvs der befinder sig køretøjer i sporet).
- To hvide lamper i skråstilling pegende op mod venstre: "Signal annulleret".

Ved signalgivning for tog (hovedtogvej) anvendes samtlige seks lamper således:
Ved fastlagt indkørselstogvej viser PU-signalet ved togvejens endepunkt rød lampe ("Stop"). Samtlige foregående PU-signaler i togvejen viser Forbikørsel tilladt.
Ved fastlagt udkørselstogvej viser samtlige PU-signal(er) fra togvejens begyndelsespunkt grønt ("kør") eller grønt blink ("kør igennem") såfremt samtlige signaler i udkørselstogvejen også viser kør. PU-signaler i parallelle spor, der indforgrener til samme udkørselssignal, viser "Stop" – den såkaldte "Borup-rød", der blev indført som konsekvens af Borup-ulykken i 1975.
Endelig kan der signaleres "Stop og ryk frem" ved rødt blink.
På S-banen anvendtes PU-signalbegreberne i lidt anderledes betydning som konsekvens af HKT (Hastighedskontrol og togstop).

##### Andre hovedsignaler på stationer
Af andre signaltyper, der findes på stationer, kan der nævnes de såkaldte stationsbloksignaler, hvor stationen er blevet opdelt i afsnit (SI- og SU-signaler; stationsblokssignal for ind- hhv. udkørsel) samt signaler for venstresporskørsel (VI- og VU-signaler).
Stationsbloksignalerne er stort set identiske med signalerne for ind- og udkørsel. Udover den tekniske funktion er SI-signalerne sådan set opbygget helt ligesom I-signalerne; det samme gør sig gældende for SU- og U-signaler. Man anvender i mange tilfælde stationsbloksignalerne for at kunne have flere tog inde på stationen på én gang. Eksempler på dette er Københavns Hovedbanegård og Københavns Lufthavn (Kastrup) Station.

### Signaler på den fri bane
På flere jernbaner opdeles banen i blokke. Banestykket fra et udkørselssignal på en station og frem til indkørselssignalet på den næste station kaldes en blok. For bl.a. at kunne have flere tog til at følge tættere efter hinanden, kan dette afsnit yderligere opdeles i blokke. For hvert af disse afsnit opstilles mellembloksignaler.

#### Automatisk mellembloksignal (AM-signal)
Et AM-signal er udformet ligesom et udkørselssignal, og rækkefølgen på lanternerne er den samme. Signalerne opstilles for at kunne få flere tog til at køre efter hinanden, og det var vidt udbredt på blandt andet den københavnske S-bane og ses på fjerntogsstrækninger som Kystbanen og fra Århus til København. Helt som med udkørselssignaler kan der forekomme kun to lanterner; denne variant var blandt andet på S-banen.

#### Andre hovedsignaler på fri bane
Udover mellembloksignalerne findes der også dækningssignaler (DS-signaler) på den fri bane. Denne type signaler kan, som navnet også antyder, dække et farepunkt, fx en bro eller et sidespor. Dækningssignalerne kan 'kobles sammen' med mellembloksignalerne, og herved opstår typen AM/DS-signal. Endelig findes venstrespors-versionerne af disse signaler, VM og VM/DS-signaler. AM/DS- og VM/DS-signaler er i dag sjældne at finde langs jernbanerne.

### Andre signaler
Udover hovedsignalerne kan der nævnes de såkaldte dværgsignaler (DV-signaler), der anvendes ved rangering, samt togvejssignaler for udkørsel (TU-signaler), der anvendes inde på stationen.
Dværgsignalerne, der kan kendes på deres fire hvide lamper, udgør 'øverste del' af PU-signalerne. Når der vises signalaspekter med hvide lamper i et PU-signal, har de samme betydning som aspekterne i dværgsignaler.